# Championnat d'Europe masculin de handball 2006
Navigation
Slovénie 2004 Norvège 2008
La 7e édition du Championnat d'Europe masculin de handball s'est déroulée du 26 janvier au 5 février 2006 en Suisse. Cette compétition de la Fédération européenne de handball (EHF) met aux prises les meilleures équipes nationales masculines européennes de handball.
En finale, la France remporte sa première médaille continentale et son premier titre en disposant en finale de l'Espagne, championne du monde en titre. Comme deux ans plus tôt, le Danemark complète le podium aux dépens d'une Croatie portée par le génie Ivano Balić, à nouveau élu meilleur joueur. Le Slovène Siarhei Rutenka termine lui meilleur buteur avec 51 réalisations.

## Présentation

### Qualifications
Six équipes sont directement qualifiées :
- le pays organisateur :  Suisse
- les 5 meilleures équipes du championnat d'Europe 2004 :  Allemagne,  Slovénie,  Danemark,  Croatie,  Russie

Les dix équipes qualifiées doivent passer par des phases de qualifications :
- un phase de groupes regroupant 23 équipes réparties dans 6 groupes[1] : les 2 premiers de chacun des 6 groupes se qualifient pour les barrages et rejoignent les 8 équipes tête de série.
- les barrages se déroulent suivant un système de dix matchs aller-retour[2]. L'équipe marquant le plus grand nombre de buts sur les deux matchs s'impose, si égalité, l'équipe ayant le plus grand nombre de buts à l'extérieur se qualifie, sinon, prolongation.

Ainsi, les 10 équipes qualifiées à l'issue des barrages sont :  Espagne,  France,  Hongrie,  Islande,  Norvège,  Pologne,  Portugal,  Serbie-et-Monténégro,  Slovaquie,  Ukraine

### Équipes participantes
| Pays                                                                        | Qualifié en tant que          | Apparitions précédentes dans la compétition | Apparitions précédentes dans la compétition |
| --------------------------------------------------------------------------- | ----------------------------- | ------------------------------------------- | ------------------------------------------- |
| Suisse                                                                      | Pays hôte                     | 2                                           | 2002, 2004                                  |
| Croatie                                                                     | Demi-finaliste de l'Euro 2004 | 6                                           | 1994, 1996, 1998, 2000, 2002, 2004          |
| Danemark                                                                    | Demi-finaliste de l'Euro 2004 | 5                                           | 1994, 1996, 2000, 2002, 2004                |
| Allemagne                                                                   | Demi-finaliste de l'Euro 2004 | 6                                           | 1994, 1996, 1998, 2000, 2002, 2004          |
| Slovénie                                                                    | Demi-finaliste de l'Euro 2004 | 5                                           | 1994, 1996, 2000, 2002, 2004                |
| Russie                                                                      | Cinquième de l'Euro 2004      | 6                                           | 1994, 1996, 1998, 2000, 2002, 2004          |
| Espagne                                                                     | Vainqueur en barrages         | 6                                           | 1994, 1996, 1998, 2000, 2002, 2004          |
| France                                                                      | Vainqueur en barrages         | 6                                           | 1994, 1996, 1998, 2000, 2002, 2004          |
| Hongrie                                                                     | Vainqueur en barrages         | 4                                           | 1994, 1996, 1998, 2004                      |
| Islande                                                                     | Vainqueur en barrages         | 3                                           | 2000, 2002, 2004                            |
| Norvège                                                                     | Vainqueur en barrages         | 1                                           | 2000                                        |
| Pologne                                                                     | Vainqueur en barrages         | 2                                           | 2002, 2004                                  |
| Portugal                                                                    | Vainqueur en barrages         | 4                                           | 1994, 2000, 2002, 2004                      |
| Serbie-et-Monténégro                                                        | Vainqueur en barrages         | 4                                           | 1996, 1998, 2002, 2004                      |
| Slovaquie                                                                   | Vainqueur en barrages         | 0                                           | Première participation                      |
| Ukraine                                                                     | Vainqueur en barrages         | 3                                           | 2000, 2002, 2004                            |
| ► Légende : en gras, le champion de l'année, en italique l'hôte de l'année. |                               |                                             |                                             |

À noter l'absence de la Suède, vainqueur de quatre des six éditions précédentes.

### Lieux de compétition
| \| Saint-Gall Bâle Berne Sursee Zurich \| Localisation des lieux de la compétition. |
| Saint-Gall Bâle Berne Sursee Zurich                                                 |

Le compétition se déroule dans cinq villes :
- Saint-Gall, Kreuzbleiche (4 500 places) : Groupe A et II
- Bâle, Halle Saint-Jacques (8 500 places) : Groupe B et I
- Sursee, Stadthalle (3 500 places) : Groupe C
- Berne, Wankdorfhalle (3 100 places) : Groupe D
- Zurich, Hallenstadion (11 500 places) : phase finale.

## Tour préliminaire
Les trois premiers classés de chaque groupe sont qualifiés pour le tour principal et conservent les points acquis contre les deux autres équipes qualifiées.
- Qualifié pour le tour principal
- Éliminé

### Groupe A (Saint-Gall)
|   | Équipe   | Pts | J | G | N | P | Bp | Bc | Diff |
| - | -------- | --- | - | - | - | - | -- | -- | ---- |
| 1 | Slovénie | 6   | 3 | 3 | 0 | 0 | 95 | 85 | 10   |
| 2 | Pologne  | 3   | 3 | 1 | 1 | 1 | 93 | 88 | 5    |
| 3 | Ukraine  | 2   | 3 | 1 | 0 | 2 | 92 | 96 | -4   |
| 4 | Suisse   | 1   | 3 | 0 | 1 | 2 | 86 | 97 | -11  |

| Date            | Équipe 1 | Score   | Équipe 2 |
| --------------- | -------- | ------- | -------- |
| 26 janvier 2006 | Pologne  | 33 - 24 | Ukraine  |
| 26 janvier 2006 | Slovénie | 29 - 25 | Suisse   |
| 28 janvier 2006 | Suisse   | 31 – 31 | Pologne  |
| 28 janvier 2006 | Ukraine  | 31 - 33 | Slovénie |
| 29 janvier 2006 | Slovénie | 33 - 29 | Pologne  |
| 29 janvier 2006 | Suisse   | 30 – 37 | Ukraine  |

### Groupe B (Bâle)
|   | Équipe    | Pts | J | G | N | P | Bp | Bc  | Diff |
| - | --------- | --- | - | - | - | - | -- | --- | ---- |
| 1 | Espagne   | 5   | 3 | 2 | 1 | 0 | 94 | 82  | 12   |
| 2 | France    | 4   | 3 | 2 | 0 | 1 | 88 | 75  | 13   |
| 3 | Allemagne | 3   | 3 | 1 | 1 | 1 | 87 | 84  | 3    |
| 4 | Slovaquie | 0   | 3 | 0 | 0 | 3 | 72 | 100 | -28  |

| Date            | Équipe 1  | Score   | Équipe 2  |
| --------------- | --------- | ------- | --------- |
| 26 janvier 2006 | Allemagne | 31 – 31 | Espagne   |
| 26 janvier 2006 | France    | 35 - 21 | Slovaquie |
| 28 janvier 2006 | Slovaquie | 26 - 31 | Allemagne |
| 28 janvier 2006 | Espagne   | 29 - 26 | France    |
| 29 janvier 2006 | Allemagne | 25 - 27 | France    |
| 29 janvier 2006 | Espagne   | 31 - 25 | Slovaquie |

### Groupe C (Sursee)
|   | Équipe               | Pts | J | G | N | P | Bp | Bc | Diff |
| - | -------------------- | --- | - | - | - | - | -- | -- | ---- |
| 1 | Danemark             | 5   | 3 | 2 | 1 | 0 | 90 | 82 | 8    |
| 2 | Islande              | 3   | 3 | 1 | 1 | 1 | 95 | 94 | 1    |
| 3 | Serbie-et-Monténégro | 2   | 3 | 1 | 0 | 2 | 89 | 93 | -4   |
| 4 | Hongrie              | 2   | 3 | 1 | 0 | 2 | 84 | 89 | -5   |

La  Serbie-et-Monténégro se classe devant la  Hongrie grâce à sa victoire.
| Date            | Équipe 1             | Score   | Équipe 2             |
| --------------- | -------------------- | ------- | -------------------- |
| 26 janvier 2006 | Serbie-et-Monténégro | 31 - 36 | Islande              |
| 26 janvier 2006 | Danemark             | 29 - 25 | Hongrie              |
| 27 janvier 2006 | Hongrie              | 24 - 29 | Serbie-et-Monténégro |
| 27 janvier 2006 | Islande              | 28 – 28 | Danemark             |
| 29 janvier 2006 | Hongrie              | 35 - 31 | Islande              |
| 29 janvier 2006 | Danemark             | 33 - 29 | Serbie-et-Monténégro |

### Groupe D (Berne)
|   | Équipe   | Pts | J | G | N | P | Bp | Bc | Diff |
| - | -------- | --- | - | - | - | - | -- | -- | ---- |
| 1 | Russie   | 6   | 3 | 3 | 0 | 0 | 89 | 82 | 7    |
| 2 | Croatie  | 4   | 3 | 2 | 0 | 1 | 85 | 79 | 6    |
| 3 | Norvège  | 2   | 3 | 1 | 0 | 2 | 86 | 83 | 3    |
| 4 | Portugal | 0   | 3 | 0 | 0 | 3 | 80 | 96 | -16  |

| Date            | Équipe 1 | Score   | Équipe 2 |
| --------------- | -------- | ------- | -------- |
| 26 janvier 2006 | Croatie  | 24 - 21 | Portugal |
| 26 janvier 2006 | Russie   | 24 - 21 | Norvège  |
| 27 janvier 2006 | Portugal | 32 - 35 | Russie   |
| 27 janvier 2006 | Norvège  | 28 - 32 | Croatie  |
| 29 janvier 2006 | Croatie  | 29 - 30 | Russie   |
| 29 janvier 2006 | Portugal | 27 - 37 | Norvège  |

## Tour principal
Les deux premiers classés de chaque groupe sont qualifiés pour les demi-finales. Les troisièmes disputent un match pour la 5e place.
- Qualifié pour les demi-finales.
- Qualifié pour le match pour la 5e place.
- Éliminé.

### Groupe I (Bâle)
|   | Équipe    | Pts | J | G | N | P | Bp  | Bc  | Diff |
| - | --------- | --- | - | - | - | - | --- | --- | ---- |
| 1 | Espagne   | 9   | 5 | 4 | 1 | 0 | 170 | 144 | 26   |
| 2 | France    | 8   | 5 | 4 | 0 | 1 | 148 | 125 | 23   |
| 3 | Allemagne | 7   | 5 | 3 | 1 | 1 | 160 | 137 | 23   |
| 4 | Slovénie  | 4   | 5 | 2 | 0 | 3 | 162 | 169 | -7   |
| 5 | Pologne   | 2   | 5 | 1 | 0 | 4 | 132 | 154 | -22  |
| 6 | Ukraine   | 0   | 5 | 0 | 0 | 5 | 126 | 163 | -37  |

| Date             | Équipe 1 | Score   | Équipe 2  |
| ---------------- | -------- | ------- | --------- |
| 31 janvier 2006  | Ukraine  | 22 - 36 | Allemagne |
| 31 janvier 2006  | Slovénie | 30 - 34 | France    |
| 31 janvier 2006  | Pologne  | 25 - 34 | Espagne   |
| 1er février 2006 | Pologne  | 21 - 31 | France    |
| 1er février 2006 | Ukraine  | 29 - 31 | Espagne   |
| 1er février 2006 | Slovénie | 33 - 36 | Allemagne |
| 2 février 2006   | Pologne  | 24 - 32 | Allemagne |
| 2 février 2006   | Ukraine  | 20 - 30 | France    |
| 2 février 2006   | Slovénie | 33 - 39 | Espagne   |

### Groupe II (Saint-Gall)
|   | Équipe               | Pts | J | G | N | P | Bp  | Bc  | Diff |
| - | -------------------- | --- | - | - | - | - | --- | --- | ---- |
| 1 | Croatie              | 8   | 5 | 4 | 0 | 1 | 155 | 146 | 9    |
| 2 | Danemark             | 7   | 5 | 3 | 1 | 1 | 161 | 147 | 14   |
| 3 | Russie               | 6   | 5 | 3 | 0 | 2 | 143 | 140 | 3    |
| 4 | Islande              | 5   | 5 | 2 | 1 | 2 | 159 | 156 | 3    |
| 5 | Serbie-et-Monténégro | 2   | 5 | 1 | 0 | 4 | 137 | 157 | -20  |
| 6 | Norvège              | 2   | 5 | 1 | 0 | 4 | 141 | 150 | -9   |

La  Serbie-et-Monténégro se classe devant la  Norvège grâce à sa victoire.
| Date             | Équipe 1             | Score   | Équipe 2 |
| ---------------- | -------------------- | ------- | -------- |
| 31 janvier 2006  | Islande              | 34 - 32 | Russie   |
| 31 janvier 2006  | Danemark             | 30 - 31 | Croatie  |
| 31 janvier 2006  | Serbie-et-Monténégro | 26 - 25 | Norvège  |
| 1er février 2006 | Islande              | 28 - 29 | Croatie  |
| 1er février 2006 | Danemark             | 35 - 31 | Norvège  |
| 1er février 2006 | Serbie-et-Monténégro | 21 - 29 | Russie   |
| 2 février 2006   | Islande              | 33 - 36 | Norvège  |
| 2 février 2006   | Danemark             | 35 - 28 | Russie   |
| 2 février 2006   | Serbie-et-Monténégro | 30 - 34 | Croatie  |

## Tour final
|  | Demi-finales | Demi-finales |                        |    | Finale    | Finale    |
|  | Demi-finales | Demi-finales |                        |    | Finale    | Finale    |
|  |              |              |                        |    |           |           |
|  | 4 février    | 4 février    |                        |    | 5 février | 5 février |
|  | 4 février    | 4 février    |                        |    | 5 février | 5 février |
|  | Espagne      | 34           |                        |    | 5 février | 5 février |
|  | Espagne      | 34           |                        |    | 5 février | 5 février |
|  | Danemark     | 31           |                        |    | 5 février | 5 février |
|  | Danemark     | 31           | Espagne                | 23 |           |           |
|  | 4 février    |              | Espagne                | 23 |           |           |
|  |              | France       | 31                     |    |           |           |
|  | France       | France       | 31                     | 29 |           |           |
|  | France       |              |                        | 29 |           |           |
|  | Croatie      | 23           |                        |    |           |           |
|  | Croatie      | 23           | Match pour la 3e place |    |           |           |
|  |              |              |                        |    |           |           |
|  | 5 février    |              |                        |    |           |           |
|  |              |              |                        |    |           |           |
|  | Danemark     | 32           |                        |    |           |           |
|  | Danemark     | 32           |                        |    |           |           |
|  | Croatie      | 27           |                        |    |           |           |
|  | Croatie      | 27           |                        |    |           |           |

### Match pour la5eplace
| 4 février 2006 11h45 | Allemagne          | 32 - 30         | Russie               | Hallenstadion, Zurich Affluence : 6 500 Arbitrage : Ivan Dolejs, Vaclav Kohout |
| 4 février 2006 11h45 | Christian Zeitz 12 | (16 - 18)       | Édouard Kokcharov 10 | Hallenstadion, Zurich Affluence : 6 500 Arbitrage : Ivan Dolejs, Vaclav Kohout |
| 4 février 2006 11h45 | ×3 ×7              | EHF Hand action | ×3 ×5 ×1             | Hallenstadion, Zurich Affluence : 6 500 Arbitrage : Ivan Dolejs, Vaclav Kohout |

- Allemagne : Henning Fritz (38 minutes, 8/31 arrêts), Johannes Bitter (22 minutes, 6/13 arrêts - Pascal Hens (10/16), Frank von Behren (1/3), Oliver Roggisch (1/1), Sebastian Preiß (2/2), Hegemann, Michael Kraus (0/3), Christian Zeitz (12/20), Torsten Jansen (2/6 dont 0/1 pen), Andrej Klimovets (1/3), Florian Kehrmann (3/8 dont 0/1 pen.), Volker Michel.
- Russie : Alexeï Kostygov (tout le match, 18/50 arrêts) - Rippov (4/6), Egorov (2/3), Frolov (6/7), Egor Evdokimov (1/3), Alexandre Tchernoïvanov, Alexeï Rastvortsev (1/5), Alexeï Kamanine (3/6), Peskov (1/6), Mikhaïl Tchipourine (1/1), Édouard Kokcharov (10/12 dont 7/7 pen.), Vitali Ivanov (1/2).

### Demi-finales
| 4 février 2006 14h15 | France            | 29 – 23         | Croatie         | Hallenstadion, Zurich Affluence : 11 300 Arbitrage : Peter Hansson, Peter Olsson |
| 4 février 2006 14h15 | Michaël Guigou 10 | (12-10)         | Mirza Džomba 10 | Hallenstadion, Zurich Affluence : 11 300 Arbitrage : Peter Hansson, Peter Olsson |
| 4 février 2006 14h15 | ×3 ×6             | EHF Hand action | ×3 ×5           | Hallenstadion, Zurich Affluence : 11 300 Arbitrage : Peter Hansson, Peter Olsson |

- France : Thierry Omeyer (tout le match, 21/43 arrêts), Yohann Ploquin (0/1 pen arrêté) - Jérôme Fernandez (5/9), Didier Dinart, Guillaume Gille (1/2), Bertrand Gille (5/5), Daniel Narcisse (1/1), Olivier Girault (1/1), Nikola Karabatic (3/8), Christophe Kempé, Joël Abati (1/3), Luc Abalo (2/6), Michaël Guigou (10/12 dont 6/6 pen).
- Croatie : Vlado Šola (49 minutes, 7/31 arrêts), Venio Losert (11 minutes, 2/7 arrêts) - Renato Sulić (3/6), Ivano Balić (3/9), Blaženko Lacković (2/9), Igor Vori (1/3), Davor Dominiković, Mirza Džomba (10/12 dont 5/5 pen.), Slavko Goluža, Goran Šprem (1/3), Denis Špoljarić (0/1), Petar Metličić (3/7), Denis Buntić.

| 4 février 2006 17h00 | Espagne        | 34 – 31         | Danemark          | Hallenstadion, Zurich Affluence : 10 800 Arbitrage : Frank Lemme, Bernd Ullrich |
| 4 février 2006 17h00 | Iker Romero 10 | (15-16)         | Michael Knudsen 7 | Hallenstadion, Zurich Affluence : 10 800 Arbitrage : Frank Lemme, Bernd Ullrich |
| 4 février 2006 17h00 | ×2 ×1          | EHF Hand action | ×3 ×2             | Hallenstadion, Zurich Affluence : 10 800 Arbitrage : Frank Lemme, Bernd Ullrich |

- Espagne : David Barrufet (tout le match, 18/49 arrêts) - Alberto Entrerríos (3/9), Rolando Uríos (5/5), Albert Rocas (5/5 dont 3/3 pen), Rubén Garabaya (1/1), Ion Belaustegui, Juancho Pérez (0/1), David Davis (1/2), Juanín García (4/4), Iker Romero (10/13 dont 1/2 pen), Mariano Ortega (4/6), Chema Rodríguez (1/1).
- Danemark : Kasper Hvidt (38 minutes, 3/20 arrêts), Kristian Asmussen (22 minutes, 4/21 arrêts) - Mikkel Aagaard (3/5), Lars T. Jørgensen (2/2), Jesper Jensen (4/6 dont 2/2 pen), Lars Rasmussen (1/1), Lars Christiansen (2/5), Joachim Boldsen (1/2), Bo Spellerberg (4/12), Michael Knudsen (7/11), Henrik Hansen (1/3), Søren Stryger (3/5 dont 0/1 pen), Per Leegaard (3/7), Jesper Nøddesbo.

### Match pour la3eplace
| 5 février 2006 13h30 | Danemark             | 32 - 27         | Croatie                           | Hallenstadion, Zurich Affluence : 11 000 Arbitrage : Vicente Breto León, José Antonio Huelin Trillo |
| 5 février 2006 13h30 | Lars Møller Madsen 9 | (16 - 9)        | Blaženko Lacković, Mirza Džomba 6 | Hallenstadion, Zurich Affluence : 11 000 Arbitrage : Vicente Breto León, José Antonio Huelin Trillo |
| 5 février 2006 13h30 | ×2 ×5                | EHF Hand action | ×3                                | Hallenstadion, Zurich Affluence : 11 000 Arbitrage : Vicente Breto León, José Antonio Huelin Trillo |

- Croatie : Vlado Šola (48 minutes, 10/35 arrêts), Venio Losert (12 minutes, 0/7 arrêt) - Renato Sulić (1/2), Ivano Balić (1/3), Blaženko Lacković (6/12), Igor Vori (3/6), Mirza Džomba (6/8 dont 4/5 pen), Zlatko Horvat, Slavko Goluža, Goran Šprem (0/3), Denis Špoljarić (5/7), Petar Metličić (3/5), Denis Buntić (2/4).
- Danemark : Kasper Hvidt (53 minutes, 14/34 arrêts), Kristian Asmussen (7 minutes, 2/9 arrêts) - Lars Møller Madsen (9/10), Mikkel Aagaard, Rune Ohm (0/5), Lars T. Jørgensen (2/2), Jesper Jensen (5/9), Lars Rasmussen (3/4), Lars Christiansen (1/1), Joachim Boldsen (2/5), Bo Spellerberg (1/2), Michael Knudsen (2/4), Søren Stryger (5/9 dont 1/1 pen.), Jesper Nøddesbo (2/2).

### Finale
| 5 février 2006 16h00 | Espagne         | 23 – 31                                  | France              | Hallenstadion, Zurich Affluence : 11 400 Arbitrage : Valentyn Vakula, Aleksandr Liudovyk |
| 5 février 2006 16h00 | Juanín García 6 | (13-17)                                  | Nikola Karabatic 11 | Hallenstadion, Zurich Affluence : 11 400 Arbitrage : Valentyn Vakula, Aleksandr Liudovyk |
| 5 février 2006 16h00 | ×3              | Feuille de match Rapport EHF Hand action | ×3 ×1               | Hallenstadion, Zurich Affluence : 11 400 Arbitrage : Valentyn Vakula, Aleksandr Liudovyk |

| Espagne                            |     |                       |                |                           |             |
| 16                                 | GB  | David Barrufet        | 5/13           |                           | 15 min 32 s |
| 01                                 | GB  | José Javier Hombrados | 12/35          |                           | 44 min 28 s |
| 02                                 | ARG | Alberto Entrerríos    | 2/7            |                           | 47 min 22 s |
| 03                                 | P   | Rolando Uríos         | 4/5            |                           | 25 min 10 s |
| 04                                 | ALD | Albert Rocas          | 4/7            |                           | 48 min 58 s |
| 06                                 | P   | Rubén Garabaya        | 0/0            | Suspension                | 32 min 27 s |
| 08                                 | ARD | Ion Belaustegui       | 1/2            |                           | 20 min 22 s |
| 10                                 | ARG | Julio Fis             | 0/1            |                           | 02 min 36 s |
| 14                                 | DEF | Juancho Pérez         | 0/0            | Carton jaune · Suspension | 17 min 09 s |
| 15                                 | ALG | David Davis           | 0/1            |                           | 19 min 10 s |
| 17                                 | ALG | Juanín García         | 6/8            | Carton jaune              | 50 min 39 s |
| 18                                 | ARG | Iker Romero           | 3/8 (2/3 pen.) | Carton jaune              | 26 min 01 s |
| 19                                 | ARD | Mariano Ortega        | 2/4            | Suspension                | 47 min 28 s |
| 20                                 | DC  | Chema Rodríguez       | 1/3            |                           | 32 min 38 s |
| Sélectionneur : Juan Carlos Pastor |     |                       |                |                           |             |

|        | Statistiques   |        |
| ------ | -------------- | ------ |
| 23/46  | Buts marqués   | 31/56  |
| 50,0 % | % réussite     | 55,4 % |
| 2/3    | Jets de 7 m    | 1/3    |
| 3      | Cartons jaunes | 3      |
| 6 min  | Suspensions    | 6 min  |
| 0      | Cartons rouges | 1      |
| 17/48  | Arrêts         | 13/36  |
| 35,4 % | % d'arrêts     | 36,1 % |

| France                        |     |                   |                 |                           |             |
| 16                            | GB  | Thierry Omeyer    | 13/34           |                           | 56 min 00 s |
| 01                            | GB  | Yohann Ploquin    | 0/2             |                           | 04 min 00 s |
| 02                            | ARG | Jérôme Fernandez  | 2/6             |                           | 36 min 44 s |
| 03                            | DEF | Didier Dinart     | 0/0             |                           | 29 min 00 s |
| 05                            | DC  | Guillaume Gille   | 1/2             | Suspension · Carton rouge | 28 min 10 s |
| 06                            | P   | Bertrand Gille    | 2/4             | Carton jaune · Suspension | 49 min 17 s |
| 08                            | ARG | Daniel Narcisse   | 4/8             | Carton jaune              | 15 min 22 s |
| 11                            | ALG | Olivier Girault   | 0/0             |                           | 04 min 13 s |
| 13                            | ARG | Nikola Karabatic  | 11/14           |                           | 57 min 08 s |
| 14                            | P   | Christophe Kempé  | 2/2             |                           | 06 min 31 s |
| 18                            | ARD | Joël Abati        | 6/13 (1/2 pen.) | Carton jaune              | 56 min 00 s |
| 19                            | ALD | Luc Abalo         | 1/4             |                           | 20 min 06 s |
| 21                            | ALG | Michaël Guigou    | 2/3 (0/1 pen.)  | Suspension                | 55 min 37 s |
| 23                            | ARD | Sébastien Bosquet | 0/0             |                           | 01 min 05 s |
| Sélectionneur : Claude Onesta |     |                   |                 |                           |             |

## Classement final
| Rang                       | Équipe               | J | G | N | P | Bp  | Bc  | Diff |
| -------------------------- | -------------------- | - | - | - | - | --- | --- | ---- |
| Médaille d'or, Europe      | France               | 8 | 7 | 0 | 1 | 243 | 192 | 51   |
| Médaille d'argent, Europe  | Espagne              | 8 | 6 | 1 | 1 | 255 | 192 | 24   |
| Médaille de bronze, Europe | Danemark             | 8 | 5 | 1 | 2 | 253 | 233 | 20   |
| 4                          | Croatie              | 8 | 5 | 0 | 3 | 229 | 228 | 1    |
|                            |                      |   |   |   |   |     |     |      |
| 5                          | Allemagne            | 7 | 5 | 1 | 1 | 223 | 193 | 30   |
| 6                          | Russie               | 7 | 4 | 0 | 3 | 208 | 204 | 4    |
|                            |                      |   |   |   |   |     |     |      |
| 7                          | Slovénie             | 6 | 3 | 0 | 3 | 191 | 194 | -3   |
| 8                          | Islande              | 6 | 2 | 1 | 3 | 190 | 191 | -1   |
| 9                          | Norvège              | 6 | 2 | 0 | 4 | 178 | 177 | 1    |
| 10                         | Serbie-et-Monténégro | 6 | 2 | 0 | 4 | 166 | 181 | -15  |
| 11                         | Pologne              | 6 | 1 | 1 | 4 | 163 | 185 | -22  |
| 12                         | Ukraine              | 6 | 1 | 0 | 5 | 163 | 193 | -30  |
|                            |                      |   |   |   |   |     |     |      |
| 13                         | Hongrie              | 3 | 1 | 0 | 2 | 84  | 89  | -5   |
| 14                         | Suisse               | 3 | 0 | 1 | 2 | 86  | 97  | -11  |
| 15                         | Portugal             | 3 | 0 | 0 | 3 | 80  | 96  | -16  |
| 16                         | Slovaquie            | 3 | 0 | 0 | 3 | 72  | 100 | -28  |

Concernant les qualifications pour le Championnat du monde 2007, en dehors de l'Allemagne (pays hôte) et de l'Espagne (tenant du titre), trois équipes obtiennent leur qualification : la France, le Danemark et la Croatie.
De plus, six équipes, en plus du pays hôte, la Norvège, obtiennent leur qualification pour le Euro 2008 : France, Espagne, Danemark, Croatie, Allemagne et Russie.

## Statistiques et récompenses

### Équipe-type
| Omeyer Kokcharov Uríos Stryger Romero Balić Stefánsson Meilleur joueur : Ivano Balić Meilleur buteur : Rutenka (51 buts)               |
| Équipe type du championnat d'Europe masculin 2006                                                                                      |
| · Omeyer · Kokcharov · Uríos · Stryger · Romero · Balić · Stefánsson Meilleur joueur : Ivano Balić Meilleur buteur : Rutenka (51 buts) |

L'équipe-type du championnat d'Europe 2006 est,, : 
- Meilleur joueur (MVP) : Ivano Balić,  Croatie
- Gardien : Thierry Omeyer,  France
- Ailier gauche : Édouard Kokcharov,  Russie
- Arrière gauche : Iker Romero,  Espagne
- Demi-centre : Ivano Balić,  Croatie
- Pivot : Rolando Uríos,  Espagne
- Arrière droit : Ólafur Stefánsson,  Islande
- Ailier droit : Søren Stryger,  Danemark

### Statistiques des joueurs
Les meilleurs buteurs de la compétition sont, :
| Rang | Joueur                   | Équipe    | Buts | 7m | MJ | Moy |
| ---- | ------------------------ | --------- | ---- | -- | -- | --- |
| 1    | Siarhei Rutenka          | Slovénie  | 51   | 15 | 6  | 8,5 |
| 2    | Albert Rocas             | Espagne   | 45   | 15 | 8  | 5,6 |
| 3    | Édouard Kokcharov        | Russie    | 44   | 27 | 7  | 6,3 |
| 4    | Ivano Balić              | Croatie   | 43   | 0  | 8  | 5,4 |
| 5    | Snorri Steinn Guðjónsson | Islande   | 42   | 17 | 6  | 7,0 |
| 6    | Nikola Karabatic         | France    | 40   | 0  | 8  | 5,0 |
| 6    | Iker Romero              | Espagne   | 40   | 8  | 7  | 5,7 |
| 6    | Søren Stryger            | Danemark  | 40   | 14 | 8  | 5,0 |
| 9    | Michael Knudsen          | Danemark  | 39   | 0  | 7  | 5,6 |
| 9    | Florian Kehrmann         | Allemagne | 39   | 5  | 8  | 4,9 |

Les meilleurs buteurs-passeurs sont :
| Rang | Joueur            | Équipe   | Total | Buts | Passes | MJ | Moy  |
| ---- | ----------------- | -------- | ----- | ---- | ------ | -- | ---- |
| 1    | Ivano Balić       | Croatie  | 70    | 43   | 27     | 8  | 8,8  |
| 2    | Siarhei Rutenka   | Slovénie | 68    | 51   | 17     | 6  | 11,3 |
| 3    | Blaženko Lacković | Croatie  | 58    | 37   | 21     | 8  | 7,3  |
| 4    | Iker Romero       | Espagne  | 55    | 40   | 15     | 7  | 7,9  |
| 5    | Kristian Kjelling | Norvège  | 54    | 36   | 18     | 6  | 9,0  |
| 5    | Nikola Karabatic  | France   | 54    | 40   | 14     | 8  | 6,8  |
| 7    | Bo Spellerberg    | Danemark | 53    | 20   | 33     | 8  | 6,6  |

Les joueurs ayant réussi le plus d'interceptions sont, :
| Rang | Joueur              | Équipe  | Total | MJ | Moy |
| ---- | ------------------- | ------- | ----- | -- | --- |
| 1    | Ivano Balić         | Croatie | 14    | 8  | 1,8 |
| 2    | Nikola Karabatic    | France  | 10    | 8  | 1,3 |
| 3    | Alexander Petersson | Islande | 9     | 4  | 2,3 |
| 4    | Bertrand Gille      | France  | 8     | 8  | 1,0 |
| 5    | Petar Metličić      | Croatie | 8     | 8  | 1,0 |
| 5    | Goran Šprem         | Croatie | 8     | 8  | 1,0 |

### Statistiques des gardiens de but
Les meilleurs gardiens de but en pourcentage d'arrêts sont, :
| Rang | Joueur                | Équipe    | %      | Arrêts | Tirs | MJ | Moy  |
| ---- | --------------------- | --------- | ------ | ------ | ---- | -- | ---- |
| 1    | Yohann Ploquin        | France    | 45,9 % | 28     | 61   | 8  | 3,5  |
| 2    | Johannes Bitter       | Allemagne | 38,9 % | 35     | 90   | 7  | 5,0  |
| 3    | Thierry Omeyer        | France    | 38,4 % | 99     | 258  | 8  | 12,4 |
| 4    | José Javier Hombrados | Espagne   | 37,8 % | 54     | 143  | 8  | 6,8  |
| 5    | Beno Lapajne          | Slovénie  | 36,0 % | 36     | 100  | 5  | 7,2  |
| 6    | Kasper Hvidt          | Danemark  | 35,9 % | 85     | 237  | 8  | 10,6 |
| 7    | Pascal Stauber        | Suisse    | 35,7 % | 30     | 84   | 3  | 10,0 |
| 8    | Ole Erevik            | Norvège   | 35,3 % | 24     | 68   | 6  | 4,0  |
| 9    | David Barrufet        | Espagne   | 35,2 % | 77     | 219  | 8  | 9,6  |
| 10   | Michal Melus          | Slovaquie | 35,1 % | 13     | 37   | 2  | 6,5  |

## Effectif des équipes sur le podium
Les effectifs des trois équipes sur le podium sont :

### Champion d'Europe:France
- Yohann Ploquin
- Jérôme Fernandez
- Didier Dinart
- Geoffroy Krantz
- Guillaume Gille
- Bertrand Gille
- Daniel Narcisse
- Olivier Girault
- Daouda Karaboué[13]
- Nikola Karabatic
- Christophe Kempé
- Thierry Omeyer
- Joël Abati
- Luc Abalo
- Michaël Guigou
- Sébastien Bosquet

Entraîneur : Claude Onesta

### Vice-champion d'Europe:Espagne
- José Javier Hombrados
- Alberto Entrerríos
- Rolando Uríos
- Albert Rocas
- Rubén Garabaya
- Ion Belaustegui
- Mateo Garralda
- Julio Fis
- Demetrio Lozano
- Juancho Pérez
- David Davis
- David Barrufet
- Juanín García
- Iker Romero
- Mariano Ortega
- Chema Rodríguez

Entraîneur : Juan Carlos Pastor

### Troisième place:Danemark
- Kasper Hvidt
- Lars Møller Madsen
- Mikkel Aagaard
- Rune Ohm
- Lars T. Jørgensen
- Jesper Jensen
- Lars Rasmussen
- Lars Christiansen
- Joachim Boldsen
- Kristian Asmussen
- Bo Spellerberg
- Michael Knudsen
- Henrik Hansen
- Søren Stryger
- Per Leegaard
- Jesper Nøddesbo

Entraîneur : Ulrik Wilbek